# Tiphobiosis hinewai
Tiphobiosis hinewai är en nattsländeart som beskrevs av Ward 1995. Tiphobiosis hinewai ingår i släktet Tiphobiosis och familjen Hydrobiosidae. Inga underarter finns listade i Catalogue of Life.